# أحمد ناصر صافي
أحمد ناصر صافي (21 يناير 1983 - ) هو لاعب كرة قدم أفغاني، يلعب كلاعب وسط، ولعب مباراتين.

## مسيرته

### مسيرته مع المنتخبات الوطنية
- 2003 - 2003 لعب مع منتخب أفغانستان لكرة القدم مباراتين.

## روابط خارجية
- أحمد ناصر صافي على موقع ناشيونال فوتبول تيمز (الإنجليزية)